# 曾布
曾布（1036年—1107年8月21日），字子宣，南丰（今江西南丰）人。北宋大臣，进士出身，為曾鞏之弟。

## 生平
熙宁二年（1069年）被韩维、王安石推荐，渐受重用。其間与吕惠卿协助王安石制定新法，計有青苗法、免役法、保甲法、農田水利法，大臣及朝士多反对新法，唯独吕惠卿与曾布始终坚定不移。升为修起居注，任翰林学士兼三司使。呂惠卿因父喪丁憂，王安石推薦曾布接替。
熙寧七年（1076年），朝臣大力反对市易法，宋神宗令曾布追究，曾布發現吕嘉问多收利息，利用官府权力而行兼并之事。最後曾布因反对市易法，被王安石撤职，贬为地方官，知饶州、潭州（今长沙）、广州、桂州等地縣令。元丰末年，恢复为翰林学士，遷戶部尚書。
司馬光為政，諭令增捐役法，曾布不同意曰：「免役一事，法令纖悉皆出己手，若令遽自改易，義不可為。」结果又被外调。绍圣元年（1094年），宋哲宗亲政，任知枢密院事，力赞章惇“绍述”，新法又得到推行。
元符三年（1100年）正月，哲宗病故，章惇以为“端王轻佻，不可以君临天下。”曾布斥道：“章惇，听太后处分！”宋徽宗即位，向太后聽政，擔任宰相主持國政，韩忠彦担任左相，时人戏称“龟鹤宰相”，继续推行新法。建中靖國元年（1101年），向太后駕崩，宋徽宗親政。崇宁元年（1102年），被蔡京所排挤，御史交相弹劾：“呼吸立成祸福，喜怒邃变炎凉”。多次贬为地方官，发往太平州（今安徽当涂）居住，貶为司农卿，分司南京，再貶為贺州别驾、廉州司户。大观元年八月初二日（1107年8月21日），死于润州（今江苏镇江）。赠观文殿大学士，谥“文肃”。
曾布一生积极参与王安石变法，在司马光執政时，仍坚定地维护新法，《宋史》将曾布列入奸臣传，但梁启超稱他是“千古骨鲠之士”，“其才其学，皆足以辅之”。其妻魏玩為宋朝女詞人之一。

## 家族
- 祖父：曾致尧
- 祖母：□氏
- 父亲：曾易占
- 嫡母：周□、吴□
- 生母：朱□
- 大哥：曾曄
- 二哥：曾巩
- 三哥：曾牟
- 四哥：曾宰
- 六弟：曾肇
- 妻子：魏玩
- 长子：曾綎，儿媳：□氏
- 次子：曾缨，儿媳：□氏
- 三子：曾缲，儿媳：□氏
- 四子：曾纡，儿媳：□氏
- 五子：曾绚，儿媳：□氏
- 六子：曾绂，儿媳：□氏

## 延伸阅读
[在维基数据编辑]
 《宋史·卷471》，出自脱脱《宋史》